# جهاز تحكم وي

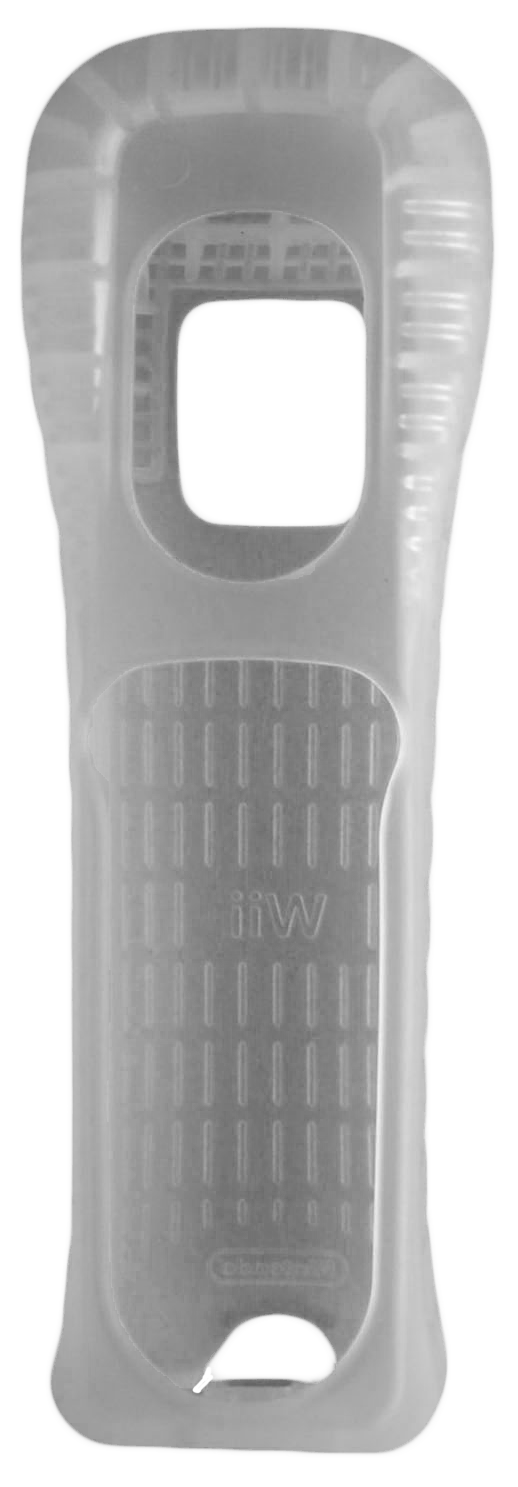
جاكيت وي ريموت بدون وي ريموت

جهاز تحكم وي (بالإنجليزية: Wii Remote)‏ هو جهاز التحكم عن بعد الرئيسي للعب بجهاز وي من شركة نينتندو. أهم ميزات هذا الجهاز هو قابلية استشعار الحركة والتي تسمح للمستخدم بالتفاعل مع العناصر في اللعبة الموجودة على الشاشة من خلال تحريك الجهاز والإشارة باستخدام تقنيتي جهاز قياس التسارع، ومستشعر بصري. أُعلن عن جهاز تحكم وي في معرض طوكيو للألعاب في 16 سبتمبر، 2005. وقد تلقى الكثير من الاهتمام بسبب ميزاته الفريدة من حينها.